# Sorroingiù
Sorroingiù (en corse : Sorrunghjò) est une ancienne piève de Corse. Située dans l'ouest de l'île, elle relevait de la province de Vico sur le plan civil et du diocèse de Sagone sur le plan religieux.

## Géographie
La piève de Sorroingiù désigne le territoire de l'ancien canton de Vico. Il forme avec Sorroinsù la microrégion des Deux-Sorru, qui tient son nom du col de Sorru. La piève de Sorroingiù culmine à la Cimatella (2 098 m), qui ferme la haute vallée du Liamone.
Le territoire de l'ancienne piève de Sorroingiù correspond aux territoires des communes actuelles de :
- Coggia ;
- Arbori ;
- Murzo ;
- Letia ;
- Renno ;
- Vico ;
- Balogna.

Les pièves voisines de Sorroingiù sont :